# Хуајангосаурус
Хуајангосаурус (Huayangosaurus) је био стегосаур из доба јуре.

## Опис
Ово је био један од најмањих познатих припадника стегосаура са максималном дужином од 4 m, док му је висина у бедрима износила 1,8 m. Тежио је нешто више од једне тоне. Попут осталих припадника подреда, имао је два низа шиљатих плоча на леђима, са тим да му је један пар ових плоча, постављен изнад крста, био више издужен и зашиљен и подсећао је на рогове. Имао је поред кутњака и зубе у кљуну, што је необично за стегосауре.

## Фосилни налази
Фосили хуајангосауруса су пронађени у Кини, која је иначе позната као најбоље светско налазиште стегосаура.